# مرخصی سالانه
مرخصی سالانه یا مرخصی استحقاقی گونه‌ای از مرخصی با حقوق می‌باشد که کارفرمایان به کارکنان اطلاق می‌شود. بسته به کارفرما ممکن است سیاست‌های متفاوت برای تعداد روز ارائه شود و کارمند مجبور به هماهنگی با کارفرما باشد. اکثریت قریب به اتفاق کشورها امروز قانون حداقل پرداخت مرخصی سالانه را دارند اما ایالات متحده از این نظر مستثنی است و الزامی برای حداقل پرداخت را حذف و آن را به عنوان پاداش به جای حق در نظر گرفته است.

## قوانین مرخصی در ایران
بر اساس قانون کار ایران، میزان مرخصی با حقوق سالیانه ۳۰ روز به ازای یک سال کار با احتساب ۴ جمعه می‌باشد.

میزان مرخصی استعلاجی بسته به میزان بیماری محدودیت ندارد و پرداخت غرامت ایام بیماری بر عهده سازمان تأمین اجتماعی است. مرخصی زایمان نوعی از مرخصی استعلاجی است.